# Janet Beecher

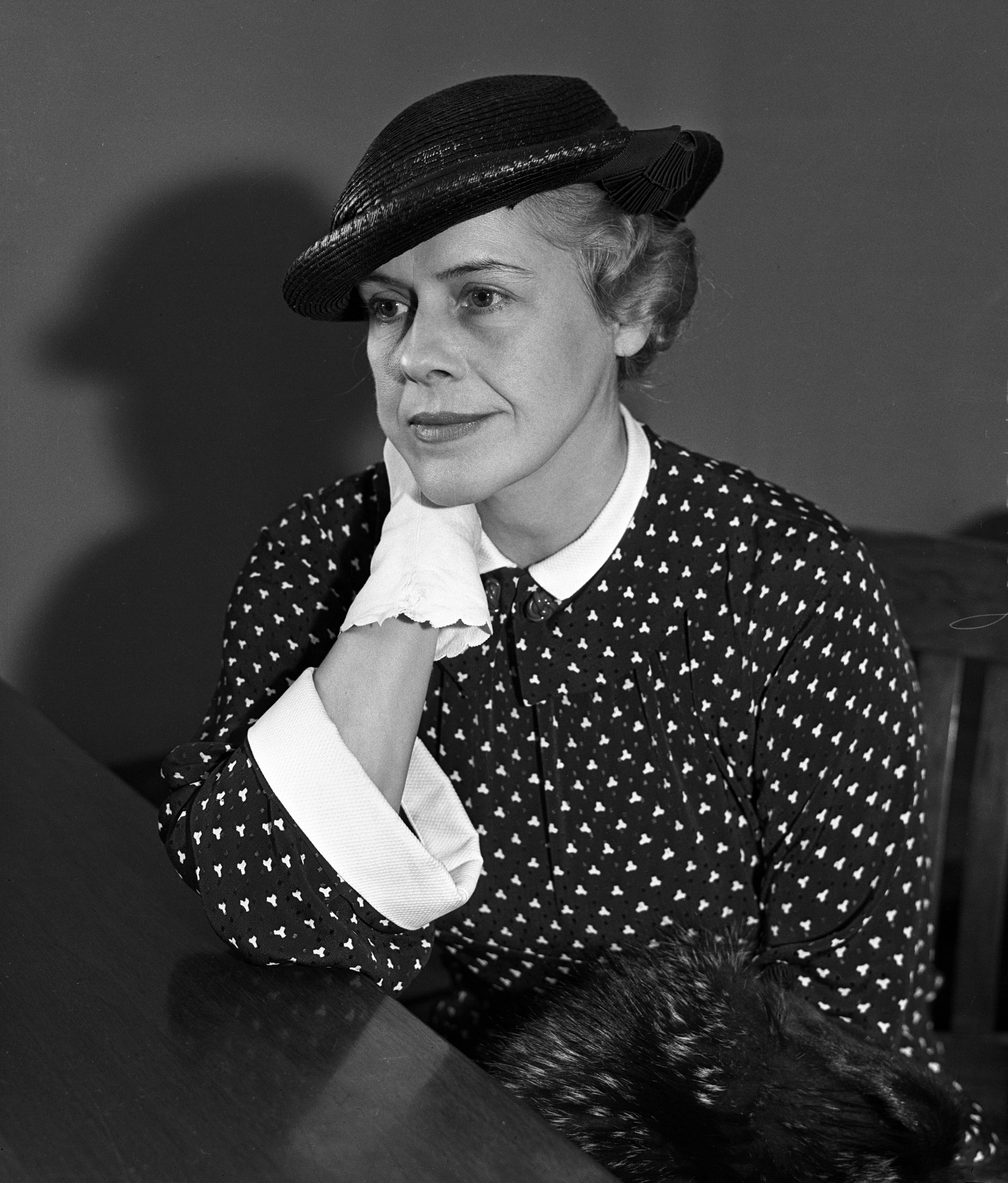
Janet Beecher (1935)

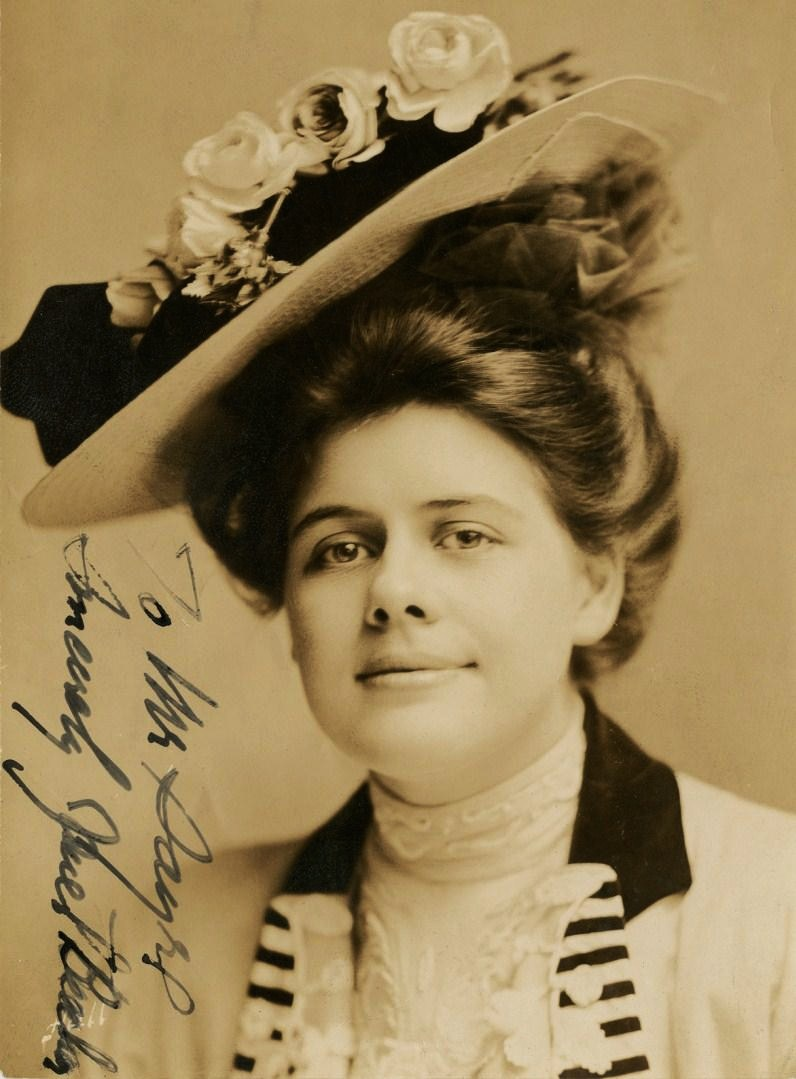
Janet Beecher (1906)

Janet Beecher (* 21. Oktober 1884 in Jefferson City, Missouri als Martha Jeannette Meysenburg; † 6. August 1955 in Washington, Connecticut) war eine US-amerikanische Schauspielerin.

## Leben und Karriere
Janet Beecher wurde unter dem Namen Martha Jeanette Meysenberg in Jefferson City geboren. Ihr Vater E. A. von Meysenburg war als stellvertretender Konsul des deutschen Generalkonsulats in Chicago in die USA gekommen und ließ sich dort anschließend nieder. Mütterlicherseits war sie mit Harriet Beecher Stowe verwandt. Auch Janets zwei Jahre jüngere Schwester Olive Wyndham (1886–1971) wurde später eine bekannte Schauspielerin.
Janet Beecher machte 1905 als Ida Pipp im Stück The Education of Mr. Pipp ihr Debüt am New Yorker Broadway. In den nächsten 30 Jahren trat sie dort in rund zwei Dutzend Produktionen auf, meist in Hauptrollen, und erwarb sich einen Ruf als renommierte Theaterschauspielerin. Zu ihren größten Erfolgen am Broadway zählten The Lottery Man (1909–1910), The Concert (1910–1911), A Bill of Divorcement (1921–1922) und Courage (1928–1929). Sie tourte auch gemeinsam mit dem Schauspieler Nathaniel Goodwin und spielte in England Theater.
Nachdem Beecher 1915 schon einen einzelnen Stummfilm namens Fine Feathers gedreht hatte, zog es sie 1933 ins Filmgeschäft nach Hollywood. In den folgenden zehn Jahren spielte sie dort in insgesamt fast 50 Kinofilmen, wobei sie schnell auf Nebenrollen als sanfte und kluge Mutter der Hauptfigur festgelegt wurde. 1934 verkörperte sie die First Lady der USA in William A. Wellmans The President Vanishes, ein Jahr später war sie als Mutter von Lilian Harvey in deren letztem Hollywood-Film Leise kommt das Glück zu Dir zu sehen. Später spielte sie die Mutter von Ginger Rogers im Musical The Story of Vernon and Irene Castle (1939), die Mutter von Tyrone Powers Titelfigur im Mantel-und-Degen-Film Im Zeichen des Zorro (1940) und die Mutter von Henry Fonda in Preston Sturges’ Komödienklassiker Die Falschspielerin (1941).
1943 kehrte Beecher aus Hollywood an den Broadway zurück, wo sie noch bis 1945 in den Stücken Slightly Scandalous und The Late George Apley mitwirkte. Anschließend zog sie sich langsam in den Ruhestand zurück, übernahm aber noch 1951 eine Gastrolle in der Fernsehserie Lux Video Theatre. Es ist ihr einziger nachweisbarer Fernsehauftritt. Die Schauspielerin war mit Harry R. Guggenheimer und Richard H. Hoffman verheiratet, beide Ehen wurden geschieden. Aus der Ehe mit Hoffman hatte sie einen Sohn namens Richard. Janet Beecher starb 1955 im Alter von 70 Jahren an einem Herzinfarkt im Haus ihrer Schwester.

## Filmografie (Auswahl)
- 1915: Fine Feathers
- 1933: Gallant Lady
- 1934: The President Vanishes
- 1934: Zirkus Barnum (The Mighty Barnum)
- 1935: Die Farm am Mississippi (So Red the Rose)
- 1935: Leise kommt das Glück zu Dir (Let’s Live Tonight)
- 1935: Der Weg im Dunkel (The Dark Angel)
- 1936: Liebe vor dem Frühstück (Love Before Breakfast)
- 1937: Der Arzt und die Frauen (Between Two Women)
- 1937: Big City
- 1937: Hoheit tanzt inkognito (Rosalie)
- 1939: Rache für Alamo (Man of Conquest)
- 1939: The Story of Vernon and Irene Castle
- 1940: Bitter Sweet
- 1940: Hölle, wo ist dein Sieg? (All This and Heaven Too)
- 1940: Im Zeichen des Zorro (The Mark of Zorro)
- 1941: Das sind Kerle (Men of Boys Town)
- 1941: Die Falschspielerin (The Lady Eve)
- 1942: Piraten im karibischen Meer (Reap the Wild Wind)
- 1942: Silver Queen
- 1943: Henry Aldrich Gets Glamour
- 1952: Lux Video Theatre (Fernsehserie, 1 Folge)